# فرط النمو البكتيري في الأمعاء الدقيقة
فرط النمو البكتيري في الأمعاء الدقيقة هو اضطراب معوي يؤدي إلى تواجد أنواع من البكتيريا في الأمعاء الرفيعة لا تتواجد عادة هناك في الأصحاء أو تواجد الأنواع المعتادة لكن بأعداد كبيرة نسبيًا. تسبب هذه الحالة جملة من الأعراض تختلف بين الاشخاص لكن يغلب ما يلي: الإسهال أو الإمساك، أوجاع، لعيان، مغص معوي، تشوش ذهني أو ضبابية المخ، سوء امتصاص وسوء تغذية. هناك عدة مسببات أبرزها: كسل صغرمعوي، استئصالات معوية، انخفاض الأحماض المِعَدية، الاستخدام المفرط للمضادات الحيوية.
تشخص الحالة ب الاختبار الهيدروجيني للنفس أو بخزعة من الصائم. وتعالج بمزيج من المضادات الحيوية الخاصة ونظام غذائي صارم.

## تعريف
يمكن تعريف فرط النمو البكتيري في الأمعاء الدقيقة على أنه زيادة عدد المستعمرات البكتيرية التي تُقاس عن طريق هيدروجين الزفير و/أو غاز الميثان بعد تناول الجلوكوز، أو عن طريق تحليل السائل المرتشح من الأمعاء الدقيقة. ومع ذلك، اعتبارًا من عام 2020، يفتقر تعريف فرط النمو البكتيري في الأمعاء الدقيقة ككيان سريري إلى الدقة والاتساق، فهو مصطلح يُطلق عمومًا على اضطراب سريري تُعزى فيه الأعراض و/أو العلامات السريرية و/أو الاضطرابات المختبرية إلى تغيرات في أعداد البكتيريا أو في تكوين التجمعات البكتيرية في الأمعاء الدقيقة. العقبة الرئيسية لتعريف فرط النمو البكتيري في الأمعاء الدقيقة بدقة هي الفهم المحدود لمجموعات الميكروبات المعوية الطبيعية (الفلورا). يجب أن توفر التطورات المستقبلية في تقنيات أخذ العينات وحساب المجموعات البكتيرية ومستقلباتها الوضوح المطلوب.

### فرط النمو البكتيري في الأمعاء الدقيقة الميثاني
ارتبطت بكتيريا عتائق الميثانوبريفي باكتر مع أعراض فرط النمو البكتيري في الأمعاء الدقيقة، لذلك تُكشف الحالة عبر اختبار تنفس الميثان الإيجابي. بالإضافة إلى الأركيون، قد تنتج بعض الأحياء الدقيقة الأخرى أيضًا غاز الميثان، مثل جنس الكلوستريديوم والباكتيرويدس. لذلك، قد لا يكون إنتاج الميثان بكتيريًا، ولا يقتصر على الأمعاء الدقيقة. اقتُرح تصنيف الحالة على أنها «فرط نمو مولد ميثان معوي».

## التشخيص
يشخص الأطباء فرط النمو البكتيري بطرق مختلفة. يمكن الكشف عن سوء الامتصاص عن طريق اختبار يسمى اختبار امتصاص دي-زيلور. لا يحتاج سكر الزيلوز إلى إنزيمات ليُهضَم. يتضمن اختبار امتصاص دي-زيلور أن يشرب المريض كمية معينة من الدي-زيلور، من ثم قياس مستوياته في البول والدم. يُعد عدم وجود سكر دي-زيلور في البول والدم دليلًا على أن الأمعاء الدقيقة لا تمتص بشكل صحيح (على عكس اضطرابات الإنزيمات الهضمية).
المعيار الذهبي للكشف عن فرط نمو البكتيريا هو ارتشاح أكثر من 105 بكتيريا لكل مل لتر من الأمعاء الدقيقة. تحتوي الأمعاء الدقيقة الطبيعية على أقل من 104 بكتيريا لكل مل لتر. ومع ذلك، يعتبر بعض الخبراء أن ارتشاح أكثر من 103 مشخص للحالة إذا كانت البكتيريا من النوع القولوني؛ لأن هذه الأنواع من البكتيريا مَرَضية بأعداد زائدة في الأمعاء الدقيقة. يشكك الأطباء في موثوقية الارتشاح في تشخيص فرط النمو البكتيري، فقد يكون فرط النمو غير مكتمل وقابلية التكاثر منخفضة، وتصل حتى 38%. لاختبارات التنفس مشاكل موثوقية خاصة بها أيضًا، مع نسبة إيجابية كاذبة عالية. يأخذ بعض الأطباء في الاعتبار استجابة المرضى للعلاج كجزء من التشخيص.
طُوّرت اختبارات التنفس لاختبار فرط النمو البكتيري. تعتمد هذه الاختبارات إما على التمثيل الغذائي البكتيري للكربوهيدرات إلى الهيدروجين أو الميثان أو كبريتيد الهيدروجين، أو على وجود المنتجات الثانوية لهضم الكربوهيدرات التي لا تُستقلَب عادة. يتضمن اختبار تنفس الهيدروجين أن يصوم المريض لمدة لا تقل عن 12 ساعة، ثم يشرب ركيزة من الجلوكوز أو اللاكتولوز، ثم قياس تركيز الهيدروجين والميثان في الزفير على مدى عدة ساعات. يقارَن هذا الاختبار بجودة اختبار ارتشاح الصائم في تشخيص فرط النمو البكتيري. تساهم التركيزات البكتيرية المتزايدة أيضًا في تفكيك الأحماض الصفراوية. يتضمن اختبار التنفس بحمض الجليكوكوليك إعطاء حمض الجليكوليك 14سي المراري، واكتشاف غاز 14CO2 الذي تزداد مستوياته في حالة فرط النمو البكتيري.
ومع ذلك، يقترح بعض الأطباء أنه إذا كان الاشتباه في فرط النمو البكتيري مرتفعًا بدرجة كافية، فإن أفضل اختبار تشخيصي هو تجربة العلاج. إذا تحسنت الأعراض، يمكن إجراء تشخيص تجريبي لفرط النمو البكتيري.
لا توجد أدلة كافية لدعم استخدام الواسمات الالتهابية، مثل الكالبروتكتين البرازي، للكشف عن فرط النمو البكتيري في الأمعاء الدقيقة.

## الأعراض
تظهر على المريض أعراض مشابهة لأمراض أُخرى مما يصعب التشخيص، معظمها يكون ناتجا عن سوء الامتصاص المصاحب للاضطراب. الأعراض الغالبة: نفخة وغازات، لعيان أو غثيان، اسهال أو امساك، تشويش أو ضبابية في التفكير، ضعف عام أو خمول. سوء نمو عند الأطفال، خروج غازي ينفلش في الماء أو يطفو وتظهر حوله الدهون. يزيد التسيب من نفاذية جدار الأمعاء مما يسمح بدخول الغذاء الغير مهضوم إلى الدم.

## عوامل الاختطار
بعض العوامل ترفع نسبة الإصابة بالمرض وهي على ثلاثة مجاميع: عوامل اضطرابات حركة الامعاء، عوامل زيادة هجرة البكتيريا من الامعاء الغليظة إلى الرفيعة، عوامل الامراض المناعية.